# 张氏尾孢虫
张氏尾孢虫（学名：Henneguya tchangi）为尾孢科尾孢虫属的动物。在中国，分布于四川等，营寄生生活，寄生在重口裂腹鱼的膀胱。